# Marco Peluso
Pour les articles homonymes, voir Peluso.
Marco Peluso (né le 2 février 1981 à Bovey, dans l'État du Minnesota aux États-Unis) est un joueur professionnel américain de hockey sur glace.

## Carrière en club
En 2000, il commence sa carrière avec les Stars de Lincoln dans l'United States Hockey League. Il passe professionnel avec les Wranglers de Las Vegas dans l'ECHL en 2004.

## Statistiques
| Saison    | Équipe                         | Ligue |    | Saison régulière | Saison régulière | Saison régulière | Saison régulière | Saison régulière |   | Séries éliminatoires | Séries éliminatoires | Séries éliminatoires | Séries éliminatoires | Séries éliminatoires |
| Saison    | Équipe                         | Ligue | PJ | B                | A                | Pts              | Pun              | PJ               | B | A                    | Pts                  | Pun                  |                      |                      |
| 2000-2001 | Stars de Lincoln               | USHL  | 55 | 25               | 26               | 51               | 117              | 10               | 2 | 4                    | 6                    | 22                   |                      |                      |
| 2002-2003 | Université de Minnesota-Duluth | NCAA  | 37 | 8                | 14               | 22               | 32               | -                | - | -                    | -                    | -                    |                      |                      |
| 2003-2004 | Université de Minnesota-Duluth | NCAA  | 42 | 10               | 18               | 28               | 75               | -                | - | -                    | -                    | -                    |                      |                      |
| 2004-2005 | Université de Minnesota-Duluth | NCAA  | 35 | 19               | 19               | 38               | 54               | -                | - | -                    | -                    | -                    |                      |                      |
| 2004-2005 | Wranglers de Las Vegas         | ECHL  | 12 | 2                | 7                | 9                | 11               | -                | - | -                    | -                    | -                    |                      |                      |
| 2005-2006 | Wranglers de Las Vegas         | ECHL  | 56 | 16               | 20               | 36               | 99               | 7                | 2 | 6                    | 8                    | 8                    |                      |                      |
| 2006-2007 | Wranglers de Las Vegas         | ECHL  | 53 | 15               | 20               | 35               | 72               | 9                | 2 | 2                    | 4                    | 12                   |                      |                      |
| 2007-2008 | Wranglers de Las Vegas         | ECHL  | 33 | 5                | 10               | 15               | 52               | 18               | 2 | 8                    | 10                   | 21                   |                      |                      |